# A Pobra do Caramiñal
A Pobra do Caramiñal (galicisch und offiziell; spanisch Puebla del Caramiñal) ist eine Gemeinde (Municipio) in der Autonomen Gemeinschaft Galicien in der Provinz A Coruña, im Norden von Spanien. Die 9.184 Einwohner (Stand: 2024) leben auf einer Fläche von 32,51 km², 130 Kilometer von der Regierungshauptstadt A Coruña entfernt.

## Geschichte
Reste von Dolmen, nahe der Ortschaft Colo de Arca belegen die Besiedelung bereits in prähistorischer  Zeit. Aus der Zeit der römischen Besiedelung stammen Reste der Verbindungsstraße Per Loca Marítima, die unter anderem die Städte Boiro und Porto verband.

## Demografie
Legende: Puebla del Caramiñal___A Pobra do Caramiñal

Quelle: INE-Archiv – grafische Aufarbeitung für Wikipedia

## Gemeindegliederung
Die Gemeinde A Pobra do Caramiñal ist in fünf Parroquias gegliedert:
| Parroquias           | Patrozinium          | Einwohner 2024 | Fläche km² | Dichte Einw./km² | Höhe msnm | Ortskennzahl |
| -------------------- | -------------------- | -------------- | ---------- | ---------------- | --------- | ------------ |
| O Caramiñal          | Santa María a Antiga | 464            | 3,02       | 154              | 12        | 15067040000  |
| Lesón                | Santa Cruz           | 1.362          | 14,48      | 94               | 42        | 15067020000  |
| A Pobra do Caramiñal |                      | 4.053          | 0,29       | 13.976           | 8         | 15067000100  |
| Posmarcos            | Santo Isidro         | 1.830          | 10,58      | 173              | 72        | 15067030000  |
| O Xobre              | Santa María          | 1.518          | 4,08       | 372              | 23        | 15067010000  |

## Wirtschaft
| Ackerbau, Viehzucht und Fischerei                                                  | 0216  | 06,35  |
| Industrie                                                                          | 0861  | 025,32 |
| Bauwirtschaft                                                                      | 0230  | 06,76  |
| Dienstleistungsbetriebe                                                            | 2.093 | 061,56 |
| Total                                                                              | 3.400 | 100,00 |
| * Daten aus dem Statistischen Amt für Wirtschaftliche Entwicklung in Galicien, IGE |       |        |

## Sehenswürdigkeiten

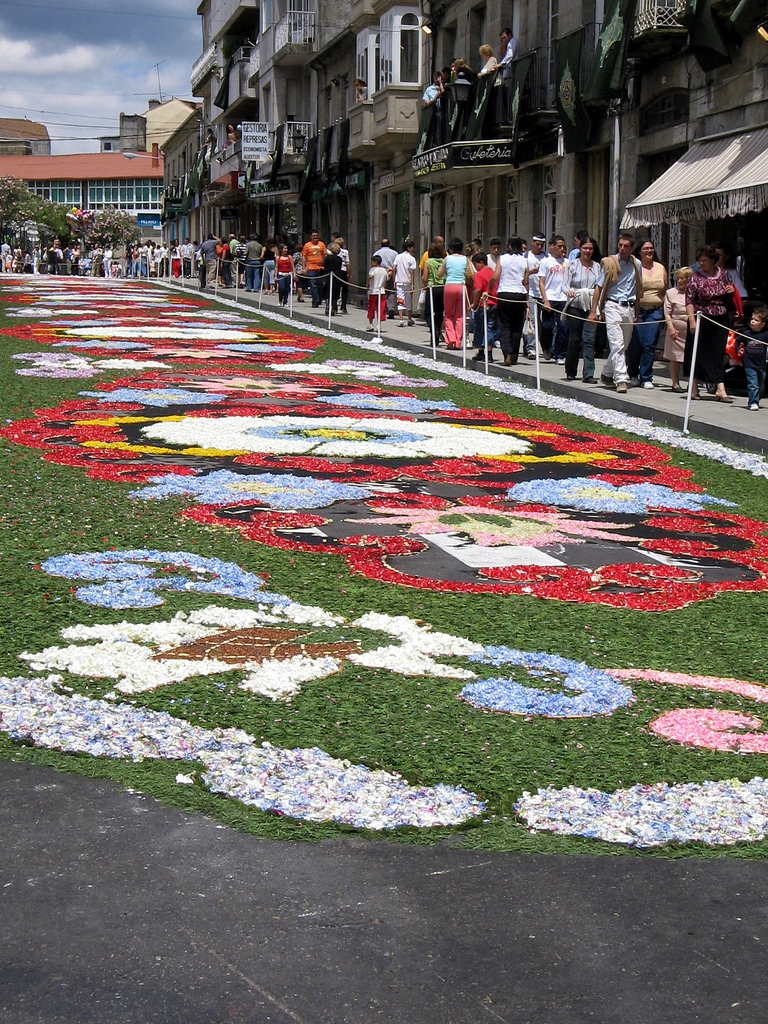
Beispiel eines Blumenteppichs

- Die Pfarrkirchen der Parroquias bieten einen Einblick in die religiöse Architektur der Region.
- Eine Vielzahl von Stränden am Atlantik[7]
- Die Blumenteppiche zur Fronleichnamsprozession

## Veranstaltungen
Eine Vielzahl von Veranstaltungen gibt es im Veranstaltungskalender der Gemeinde.

## Söhne und Töchter der Stadt
- Jota (* 1991), Fußballspieler
- Lidia Parada (* 1993), Speerwerferin